# Resolución 1691 del Consejo de Seguridad de las Naciones Unidas
La resolución 1691 del Consejo de Seguridad de las Naciones Unidas fue aprobada sin votación el 22 de junio de 2006, tras haber examinado la petición de la República de Montenegro para poder ser miembro de las Naciones Unidas. En esta resolución, el Consejo recomendó a la Asamblea General la aceptación de Montenegro como miembro.